# Фёдоровка (Узункольский район)
Фёдоровка (каз. Фёдоров) — село в Узункольском районе Костанайской области Казахстана. Административный центр Фёдоровского сельского округа. Находится примерно в 23 км к северо-востоку от районного центра, села Узунколь. Код КАТО — 396663100.

## География
К западу от села находится озеро Большой Терисколь, в 8 км к востоку — Жиланды, к северо-востоку от села: в 3 км  — Куриное,  в 13 км  оз. Тораколь, в 15 км Большой Арыкбалык.

## История
Из села Фёдоровское происходил Н. Е. Дыхнич, депутат Государственной думы I созыва от Тургайской области.

## Население
В 1999 году население села составляло 1211 человек (591 мужчина и 620 женщин). По данным переписи 2009 года, в селе проживали 972 человека (494 мужчины и 478 женщин).